# Pietro I di Bretagna
Pietro di Bretagna detto Mauclerc (Dreux, 1191 circa – Mar Mediterraneo, 1250) fu duca reggente di Bretagna, dal 1213, conte di Richmond, dal 1219 e poi di conte di Penthièvre, dal 1230 al 1235.
In seguito al matrimonio con Alice di Thouars, figlia di Costanza di Bretagna e del suo terzo marito Guido di Thouars, resse il ducato di Bretagna e la contea di Richmond per la moglie, morta nel 1221 e in seguito per il figlio Giovanni I di Bretagna fino alla sua maggiore età nel 1235.
Il soprannome Mauclerc (Malo-clerico) era dovuto alla brutalità con cui trattava il clero bretone.

## Origine
Secondo la Chronica Albrici Monachi Trium Fontium, Pietro era il figlio maschio secondogenito del conte di Dreux, Roberto II e della sua seconda moglie, Yolanda di Coucy, che secondo il Gisleberti Chronicon Hanoniense, era la figlia primogenita del Signore di Coucy e di Marle, Rodolfo I e della sua prima moglie, Agnese di Hainaut, figlia del Conte di Hainaut, Baldovino IV.
Roberto II di Dreux, ancora secondo la Chronica Albrici Monachi Trium Fontium, era il figlio primogenito del conte di Dreux, Roberto I e della sua terza moglie, Agnese di Baudemont, contessa di Braine (1130 - 1202/18) e figlia di Guido di Baudemont, conte di Braine.

## Biografia
Pietro I di Bretagna nacque attorno al 1191 da Roberto II di Dreux e Yolande de Coucy (1164 circa - 18 marzo 1222). Per parte di padre Pietro era imparentato con la famiglia reale, suo nonno era infatti Roberto I di Dreux, figlio cadetto del re di Francia Luigi VI e della regina Adelaide di Savoia e fratello di Luigi VII di Francia cosa che lo rendeva membro della famiglia dei Capetingi essendo, per altro, cugino di Luigi VIII di Francia.
A dispetto di tutte queste nobili parentele Pietro era nato quale secondogenito di una branca della famiglia reale e le sue prospettive erano scarse potendo contare solo su quale feudo sparso nell'Île-de-France e nello Champagne. All'inizio Pietro sembrava destinato alla carriera ecclesiastica anche se, alla fine il progetto venne abbandonato.

### Il ducato
Nel 1212 Filippo II di Francia aveva bisogno di un debole e fedele governatore per la Bretagna, questo ducato si trovava non lontano dalla Guascogna, in mano agli inglesi, e confinava con la Normandia e l'Angiò due regioni che gli inglesi avevano perso una decina di anni prima e che stavano provando a recuperare.
La Bretagna era governata con mano ferma da alcuni anni da Guido di Thouars che agiva da reggente per la figlia Alice di Thouars la cui sorellastra Eleonora di Bretagna era da tempo prigioniera degli inglesi.
Filippo fece rompere il fidanzamento che legava la giovane Alice a Henry di Penthièvre per volgerla verso il cugino Pietro, egli allora doveva aver da poco superato i vent'anni, Alice era poco più che tredicenne quando i due si sposarono il 27 gennaio 1213. Poco dopo le nozze Pietro rese omaggio per la Bretagna a Filippo.
Ci sono alcune ambiguità sul fatto che Pietro potesse o meno essere chiamato duca. In teoria, legalmente, il ducato era di pertinenza della moglie tanto che il papa e il re lo chiamarono sempre conte, egli però nei documenti si firmò sempre duca.

### Il rapporto con Giovanni d'Inghilterra
Nel 1214 Giovanni d'Inghilterra attaccò la Francia attraccando nel Poitou congiuntamente con le forze di Ottone IV di Brunswick che si preparava a invadere da nord. Giovanni cacciò parte delle forze francesi nella regione spingendole verso nord, al confine con la Bretagna non lontano da Nantes.
Pietro le disperse dopo una breve scaramuccia, ma non fece nulla per inseguirle lungo il loro viaggio lungo la Loira dove presero alcune fortezze bretoni, nel frattempo però i vassalli del Poitou di Giovanni rifiutarono di combattere contro il contingente francese capeggiato da Luigi di Francia, anche Ottone fu costretto a cedere, sconfitto a Bouvines si ritirò e l'intera impresa ebbe fine.
Non è chiaro come mai Giovanni abbia tentato di prendere Nantes e ancor meno perché lo abbia voluto fare prendendo la strada più difficile, quella che passava attraverso i ben difesi ponti sulla Loira. Del resto non è chiaro nemmeno perché Pietro non inseguì la retroguardia di Giovanni mentre questa andava verso est, forse i due avevano raggiunto una sorta di accordo per il quale Giovanni non avrebbe, per il momento, importunato la Bretagna, se Pietro non gli si metteva alle calcagna.
Giovanni aveva un premio con cui allettare efficacemente Pietro, il contado di Richmond, questo grande onore, nel senso feudale del termine, era stato già in precedenza detenuto dai duchi di Bretagna e infatti una costante negli affari politici di Pietro fu il desiderio di poter detenere e conservare le rendite che ne derivavano.
Tuttavia Pietro non cedette all'offerta di Giovanni di prendere il contado e non prese le sue parti nello scontro con i baroni, forse fermato dalle prospettive incerte del sovrano, tanto più che Luigi poi si mosse egli stesso per invadere l'Inghilterra nel mezzo di una guerra civile.
Luigi ebbe la peggio e fu Pietro ad essere mandato al tavolo delle trattative per stilare un trattato di pace. Quando questo, nel 1218, fu completo Pietro, nel 1219, ricevette da Guglielmo il Maresciallo, reggente per il giovane Enrico III d'Inghilterra, il titolo di conte di Richmond. Il centro delle proprietà del contado era nello Yorkshire che era in mano al conte di Chester, che il reggente non poteva contrariare, ma Pietro ricevette comunque tutte le altre entrate provenienti dal resto della proprietà; la contea gli fu confiscata nel novembre 1224 e restituita nell'ottobre 1229.

### Il duca
Nel 1214 Pietro annesse ai suoi domini la Contea di Penthièvre; al precedente conte, Enrico I d'Avaugour, rimase il titolo.
Nel 1219 Pietro partecipò alla Crociata albigese, partecipando alla conquista di Marmande e all'assedio di Tolosa.
Con il tempo Pietro volse la propria attenzione ad altri obiettivi. L'autorità del duca di Bretagna era sempre stata debole se comparata con quella di altri pari del nord del paese, per esempio i duchi non potevano porre limiti al numero di castelli costruiti dai loro conti e non potevano divenire tutori degli eredi in minore età dei loro vassalli. Alla fine Pietro proclamò le proprie nuove regole preparandosi a fronteggiare i tumulti che sarebbero nati dalle reazioni dei baroni. Vi fu tutta una serie di piccole guerre civili e manove politiche, nel 1222 egli sconfisse i baroni in rivolta a Châteaubriant ed entro l'anno seguente tutti i baroni erano stati condotti a ragione o erano stati spossessati delle proprie terre.
L'altra minaccia al potere ducale erano i sei vescovi della regione che non solo avevano notevoli proprietà terriere, ma detenevano anche il controllo parziale o totale delle poche città bretoni e che erano piuttosto recalcitranti di fronte ai tentativi di Pietro di aumentare le rendite aumentando le tasse o prendendo possesso delle proprietà delle diocesi. Per questi motivi egli venne brevemente scomunicato fra il 1219 e il 1221 tanto che alla fine dovette sottomettersi anche se, la questione con i vescovi, era tutt'altro che risolta.
Alice morì nel 1221 lasciando dietro di sé quattro figli, la sua morte voleva dire che Pietro non era più duca anche se continuò ad esercitare il proprio potere con la stessa autorità questa volta per conto del figlio Giovanni I di Bretagna ancora ragazzo.
La morte di Alice cambiò un poco gli obiettivi di Pietro. Il primo era il voler aumentare le proprie terre al di fuori del ducato così da incrementare le proprie rendite che gli sarebbero servite quando avrebbe dovuto ritirarsi con l'avvento del figlio. In Francia v'era anche la tradizione che, quando un figlio minore raggiungeva la maggiore età, avrebbe avuto le proprietà nello stato in cui erano al momento in cui le ereditava, Pietro quindi non poteva assumersi grossi rischi senza timore di danneggiare i figli minori.

### Il ribelle
Pietro aveva aiutato il cugino Luigi VIII contro Enrico III d'Inghilterra; ma quando poi Luigi venne a mancare, nel 1226, Pietro, dopo un tentativo di fidanzamento della propria figlia, Iolanda, con Enrico III d'Inghilterra, partecipò con Tebaldo IV di Champagne e Ugo X di Lusignano a una ribellione contro la madre del nuovo re di Francia, Luigi IX il Santo, la reggente, Bianca di Castiglia, fra il 1227 e il 1234; infatti già nel 1227, assieme a Tebaldo IV di Champagne cercò di destabilizzare il regno di Francia. In quel periodo rese omaggio a Enrico III, per il ducato di Bretagna, infatti, nel 1228, gli rese omaggio per Angiò, Bretagna e Poitou, poi, nel 1229, prese parte all'invasione della contea di Champagne, per punire Tebaldo che si era schierato con la regina madre. A seguito del suo avvicinamento ad Enrico III d'Inghilterra, nel 1230, gli fu ritirata la titolarità del ducato di Bretagna da parte del re di Francia; quindi si recò in Inghilterra, per preparare una spedizione contro il re di Francia, che, venne effettuata, nel 1230, ma condotta in modo poco efficace e con scarsi risultati, tanto che Ugo X di Lusignano si defilò dall'impresa.
Pietro si riavvicinò a Tebaldo IV di Champagne, e dopo la morte della moglie di quest'ultimo, Agnese di Beaujeu, vi fu il fidanzamento della figlia di Pietro, Iolanda, con Tebaldo; contro tale fidanzamento si pronunciarono sia il re di Francia, Luigi IX, che papa Gregorio IX, come da documento n° 789 dei Auvray, L. (1896) Les Registres de Grégoire IX (Paris), Tome I.
Dopo che Luigi IX era divenuto maggiorenne (1234), Pietro organizzò con Tebaldo IV di Champagne, ora nuovo re di Navarra (Tebaldo I di Navarra), un'ultima cospirazione, che doveva coinvolgere anche Enrico III, che però inviò solo 60 cavalieri ed un corpo di arcieri gallesi; anche questa volta, la ribellione non ebbe successo, e dopo aver ritirato l'omaggio che aveva prestato a Enrico III, fece atto di sottomissione a Luigi IX; nell'agosto del 1234, Pietro col documento n° 2302 delle Layettes du trésor des chartes : de l'année 1224 à l'année 1246, dichiara di sospendere la lotta, mentre nello stesso mese, il fratello di Pietro, Jehan de Braine, conte di Mâcon e Vienne, col documento n° 2303 delle Layettes du trésor des chartes : de l'année 1224 à l'année 1246, lo cita col titolo di conte come suddito del re di Francia.
Nel 1235, dopo che Enrico III gli aveva confiscato la contea di Richmond, Pietro lasciò il ducato di Bretagna al figlio, Giovanni, che nel frattempo era diventato maggiorenne, mentre la Contea di Penthièvre andò alla figlia, Iolanda, che era in procinto di sposare, Ugo XI di Lusignano.

### Gli ultimi anni e la morte
Pietro, dopo aver ceduto i suoi titoli ai figli, adottò il nome, Pietro di Braine, e, nel 1238, fu al seguito di Tebaldo I di Navarra, che aveva avuto il comando di un esercito crociato in Terra santa (la cosiddetta crociata del 1239, indetta da papa Gregorio IX), che arrivò a San Giovanni d'Acri, il 1º settembre 1239; si diresse immediatamente verso sud, per attaccare Ascalona e Gaza, come conferma anche il Recueil des historiens des croisades. Historiens occidentaux., ma, secondo lo storico britannico e noto medievalista e bizantinista, Steven Runciman, i crociati vennero sconfitti.
Al ritorno dalla Terra Santa combatté ancora contro gli inglesi.
Nel 1248 Pietro partecipò alla crociata voluta da Luigi IX di Francia; Pietro morì nel 1250 durante il rientro in patria, di fronte alle coste egiziane.

## Matrimoni e figli
Pietro, come ci viene confermato sia dalla Genealogia Comitum Richemundiæ post conquestum Angliæ, che dal Ex Fragmentis Chronicorum Comitum Pictaviæ et Aquitaniæ Ducum, aveva sposato in prime nozze Alice di Thouars, che, sempre secondo la Genealogia Comitum Richemundiæ post conquestum Angliæ, era la figlia del nobile francese della casata dei Thouars, che fu duca reggente di Bretagna, Guy de Thouars e della duchessa di Bretagna e contessa di Richmond, Costanza.
Pietro da Alice ebbe tre figli:
- Giovanni[25](1217-1286), duca di Bretagna
- Iolanda[26] (1218-1272), che, secondo il Chronicon Turonense, nel 1227 venne fidanzata a Giovanni di Francia[26] (1219-1232)
- Arturo (1220-1224), che, secondo il Chronicon Turonense, nel 1223 venne fidanzato a Giovanna di Craon[27].

Successivamente, dopo la morte di Alice, nel 1230 circa, sposò una donna a nome Nicole la cui ascendenza è oltremodo incerta (1205 circa-febbraio 1232) da cui ebbe:
- Oliviero.

Infine, nel 1236 Pietro si risposò con Margherita di Montaigu, di cui non si conoscono gli ascendenti e vedova di Ugo di Thouars, fratello di Guido di Thouars, cosa che la rendeva prozia della sua prima moglie. I due non ebbero figli.

## Ascendenza
|                      |   |                    | Genitori             |  |  | Nonni |  |  | Bisnonni            |  |  | Trisnonni            |  |
|                      |   |                    |                      |  |  |       |  |  | Luigi VI di Francia |  |  | Filippo I di Francia |  |
|                      |   |                    |                      |  |  |       |  |  | Luigi VI di Francia |  |  | Filippo I di Francia |  |
|                      |   | Berta d'Olanda     |                      |  |  |       |  |  | Luigi VI di Francia |  |  |                      |  |
| Roberto I di Dreux   |   |                    |                      |  |  |       |  |  | Luigi VI di Francia |  |  |                      |  |
|                      |   | Adelaide di Savoia | Umberto II di Savoia |  |  |       |  |  |                     |  |  |                      |  |
|                      |   | Adelaide di Savoia | Umberto II di Savoia |  |  |       |  |  |                     |  |  |                      |  |
|                      |   | Adelaide di Savoia | Giselda di Borgogna  |  |  |       |  |  |                     |  |  |                      |  |
| Roberto II di Dreux  |   | Adelaide di Savoia |                      |  |  |       |  |  |                     |  |  |                      |  |
|                      |   | Guido di Baudemont | …                    |  |  |       |  |  |                     |  |  |                      |  |
|                      |   | Guido di Baudemont | …                    |  |  |       |  |  |                     |  |  |                      |  |
|                      |   | Guido di Baudemont | …                    |  |  |       |  |  |                     |  |  |                      |  |
| Agnès de Baudement   |   | Guido di Baudemont |                      |  |  |       |  |  |                     |  |  |                      |  |
|                      |   | …                  | …                    |  |  |       |  |  |                     |  |  |                      |  |
|                      |   | …                  | …                    |  |  |       |  |  |                     |  |  |                      |  |
|                      |   | …                  | …                    |  |  |       |  |  |                     |  |  |                      |  |
| Pietro I di Bretagna |   | …                  |                      |  |  |       |  |  |                     |  |  |                      |  |
|                      | … | …                  |                      |  |  |       |  |  |                     |  |  |                      |  |
|                      | … | …                  |                      |  |  |       |  |  |                     |  |  |                      |  |
|                      | … | …                  |                      |  |  |       |  |  |                     |  |  |                      |  |
| …                    | … |                    |                      |  |  |       |  |  |                     |  |  |                      |  |
|                      |   | …                  | …                    |  |  |       |  |  |                     |  |  |                      |  |
|                      |   | …                  | …                    |  |  |       |  |  |                     |  |  |                      |  |
|                      |   | …                  | …                    |  |  |       |  |  |                     |  |  |                      |  |
| Yolanda di Coucy     |   | …                  |                      |  |  |       |  |  |                     |  |  |                      |  |
|                      |   | …                  | …                    |  |  |       |  |  |                     |  |  |                      |  |
|                      |   | …                  | …                    |  |  |       |  |  |                     |  |  |                      |  |
|                      |   | …                  | …                    |  |  |       |  |  |                     |  |  |                      |  |
| …                    |   | …                  |                      |  |  |       |  |  |                     |  |  |                      |  |
|                      |   | …                  | …                    |  |  |       |  |  |                     |  |  |                      |  |
|                      |   | …                  | …                    |  |  |       |  |  |                     |  |  |                      |  |
|                      |   | …                  | …                    |  |  |       |  |  |                     |  |  |                      |  |
|                      |   | …                  |                      |  |  |       |  |  |                     |  |  |                      |  |

### Fonti primarie
- (LA)  Monumenta Germaniae Historica, Scriptores, tomus XXI.
- (LA)  Monumenta Germaniae Historica, Scriptores, tomus XXIII.
- (LA)  Layettes du trésor des chartes : de l'année 1224 à l'année 1246.
- (LA)  Rerum Gallicarum et Francicarum Scriptores, tomus XII.
- (LA)  Rerum Gallicarum et Francicarum Scriptores, tomus XVIII.
- (FR)  William of Tyre, Recueil des historiens des croisades. Historiens occidentaux..

### Letteratura storiografica
- Frederik Maurice Powicke, "I regni di Filippo Augusto e Luigi VIII di Francia", cap. XIX, vol. V (Il trionfo del papato e lo sviluppo comunale) della Storia del Mondo Medievale, 1999, pp. 777–828.
- Charles Petit-Dutaillis, Luigi IX il Santo, cap. XX, vol. V (Il trionfo del papato e lo sviluppo comunale) della Storia del mondo medievale, 1999, pp. 829–864.
- Frederik Maurice Powicke, "Inghilterra: Riccardo I e Giovanni", cap. IV, vol. VI (Declino dell'impero e del papato e sviluppo degli stati nazionali) della Storia del Mondo Medievale, 1999, pp. 143–197.
- E.F. Jacob, "Inghilterra: Enrico III", cap. V, vol. VI (Declino dell'impero e del papato e sviluppo degli stati nazionali) della Storia del Mondo Medievale, 1999, pp. 198–234.
- (FR)  Lobineau, G. A. (1707) Histoire de Bretagne (Paris), Tome I.
- (FR)  Auvray, L. (1896) Les Registres de Grégoire IX (Paris), Tome I.